# Montiano (Burgos)
Montiano es una localidad perteneciente al municipio de Valle de Mena, en la provincia de Burgos, comunidad autónoma de Castilla y León, España. En 2018 contaba con 7 habitantes.

## Historia
Solar paterno del académico, poeta y dramaturgo Agustín Gabriel de Montiano y Luyando.